# Mermessus fuscus
Mermessus fuscus là một loài nhện trong họ Linyphiidae.
Loài này thuộc chi Mermessus. Mermessus fuscus được Alfred Frank Millidge miêu tả năm 1987.